# Liste des maires de Candes-Saint-Martin
Cette liste recense les maires successifs de Candes puis, à partir de 1949, de Candes-Saint-Martin.

## Liste des maires
| Période      | Période        | Identité                            | Étiquette | Qualité                                                     |
| ------------ | -------------- | ----------------------------------- | --------- | ----------------------------------------------------------- |
| 1791         | 1801           | M. Raty                             |           |                                                             |
| 1801         | septembre 1811 | M. Gros                             |           |                                                             |
| octobre 1811 | 1830           | Jacques-Baptiste Cailleau-le-Touche |           |                                                             |
| 1830         | 1831           | Jacques Durand                      |           |                                                             |
| 1831         | 1834           | Pierre Coignard                     |           |                                                             |
| 1834         | 1837           | M. Montais                          |           |                                                             |
| 1837         | 1841           | Pierre Coignard                     |           |                                                             |
| 1841         | 1846           | Jean Montais                        |           |                                                             |
| 1846         | 1852           | Martin Hurtault-Rétiveau            |           |                                                             |
| 1852         | 1862           | M. Montais                          |           |                                                             |
| 1862         | 1871           | M. du Grand Launay                  |           |                                                             |
| 1871         | 1884           | M. Hurtault-Rétiveau                |           |                                                             |
| 1884         | 1888           | Urbain Clergeau                     |           |                                                             |
| 1888         | 1907           | Charles Taveau                      |           |                                                             |
| 1908         | 1919           | Adrien Cordé                        |           |                                                             |
| 1919         | 1926           | Pierre Garnault                     |           |                                                             |
| 1926         | mai 1928       | Désiré Fleuriau                     |           |                                                             |
| mai 1928     | 1930           | Baptiste Beaudouin                  |           |                                                             |
| 1931         | 4 avril 1933   | Pierre Mauriceau                    |           |                                                             |
| 1933         | 1944           | Auguste Marot                       |           |                                                             |
| 1944         | 1947           | Baptiste Beaudouin                  |           |                                                             |
| 1947         | 1959           | Simonne Denis                       |           |                                                             |
| 1959         | 1965           | Fernand Legrand                     |           |                                                             |
| 1965         | 1971           | Robert Gautier                      |           |                                                             |
| 1971         | juin 1995      | Yvan Richard-Lacapère               |           |                                                             |
| juin 1995    | mars 2008      | Michel Dauge                        |           | Médecin                                                     |
| mars 2008    | décembre 2012  | Lise Couëdy-Gruet                   |           | Professeur documentaliste                                   |
| janvier 2013 | en cours       | Stéphan Pinaud                      |           | Cadre Industrie aéronautique Réélu pour le mandat 2014-2020 |

## Pour approfondir